# کفش (فیلم ۲۰۱۲)
کفش (انگلیسی: Shoes) یک فیلم درام جنگی روسی است.